# 이상호 (희극인)
이상호(1981년 8월 17일~)는 대한민국의 희극인, 가수이다. 이상민과 쌍둥이 형제이기도 하다. 그의 아버지는 전직 무소속 대전 중구의회 의장인 이운우인데, 2000년 연극 무대에서 처음 데뷔한 그는 2006년 KBS 개그맨 공채 합격 후, 개그맨들이 뭉친 개그돌그룹 '지존 (G-Zone)'의 멤버로 활동했다.

## 학력
- 목원대학교 사회체육학과 학사

## 출연 작품
- 《전설의 고향》(KBS2)
- 《개그콘서트》 (KBS2)

〈사랑이 팍팍〉
〈헬스보이〉
〈씁쓸한 인생〉
〈풀옵션〉
〈같기도〉
〈이.개.세 (이 개그맨들이 사는 세상)〉
〈시간여행〉
〈슈퍼스타KBS〉뽕 브라더스 역
〈그땐 그랬지〉
〈댄수다〉신영의 남자친구 역 → 소미의 남자친구 역
〈매직퍼포먼스〉
〈둥이 딩이〉
〈복두신권〉
〈풀하우스〉
〈발레리NO〉
〈짐승들〉
〈꺾기도〉쌍두사 역
〈미스테리 극장〉
〈친절한 아저씨〉
〈피곤한 가족〉
〈전국구〉
〈막말자〉
〈불편한 진실〉
〈전설의 레전드〉쌍둥이 자매 역
〈어른들을 위한 동화〉
〈덤 앤 더머 Show〉
〈닭치高〉
〈나미와 붕붕〉 붕붕 역
〈웰컴 백 쇼〉더미 형제 역
〈괜찮아 괜찮아〉
〈다있show〉
〈빅 픽처〉
〈하이픽션 조선시대〉
- 《가족오락관》 (KBS1)
- 《개구쟁이 음악회》 (KBS2)
- 《해피선데이》 (KBS2)

〈하이파이브〉여걸식스에서 디비디비딥 마스터로 출연
〈1박2일〉2009년 시청자투어 편
- 《출발 드림팀 시즌2》 (KBS2)
- 《키친로드》 (Trend E)
- 《브레인 점프점프》 (대교어린이TV)
- 《도전 1000곡》 (SBS)
- 《퀴즈쇼 사총사》 (KBS2)
- 《기분 좋은 날》 (MBC)
- 《우리동네 예체능》 (KBS2)
- 《한판만 시즌 3》 (온게임넷)
- 《푸른거탑 리턴즈》 (tvN)
- 《왕좌의 게임》 (KBS2)
- 《진짜 사나이》 (MBC)
- 《전국 톱 10 가요쇼》 (ubc)
- 2020.12.12. KBS 2TV 《트롯 전국체전》2회,<너나 나나>(진시몬),	7스타, 후보선수

## 홍보대사 활동
- 2008년 제1회 세계화장실의날 홍보대사
- 2012년 11월 한국스키장경영협회 홍보대사
- 2012년 헌혈 홍보대사
- 2013년 5월 I리그 홍보대사
- 2019년 8월 부산시 해양레저관광 홍보대사

## 수상 및 후보
- 2014년 제22회 대한민국문화연예대상 개그부문 우수상